# Yu Jinhao
Yu Jinhao (chinesisch 余锦豪, * 12. November 1975) ist ein ehemaliger chinesischer Badmintonspieler.

## Karriere
1998 erkämpfte sich Zhu Feng seine ersten Lorbeeren, als er bei den Asienspielen Bronze im Herrendoppel mit Liu Yong erringen konnte. Im gleichen Jahr wurden Liu Yong und Yu Jinhao Zweite bei den Swiss Open. Jinhao gewann den Sudirman Cup 1999 mit dem chinesischen Team, wobei er im Finale im Doppel mit Zhang Jun antrat und dabei Jens Eriksen und Jesper Larsen mit 15:13 und 15:13 bezwang. Im Thomas Cup 2000 unterlag er jedoch im Finale gegen Indonesien im Herrendoppel mit Chen Qiqiu, so dass sich China nur mit dem Vizemannschaftsweltmeistertitel schmücken konnte. Bei Olympia 2000 war sogar schon in Runde eins Endstation im Herrendoppel.

## Sportliche Erfolge
| Saison | Veranstaltung | Disziplin | Platz        | Name                   |
| ------ | ------------- | --------- | ------------ | ---------------------- |
| 1998   | Swiss Open    | 2         | Herrendoppel | Liu Yong / Yu Jinhao   |
| 1998   | Asienspiele   | 3         | Herrendoppel | Liu Yong / Yu Jinhao   |
| 1999   | Thailand Open | 1         | Herrendoppel | Chen Qiqiu / Yu Jinhao |
| 1999   | Sudirman Cup  | 1         | Team         | China                  |
| 2000   | Thomas Cup    | 2         | Team         | China                  |